# Icnita de Puigventós

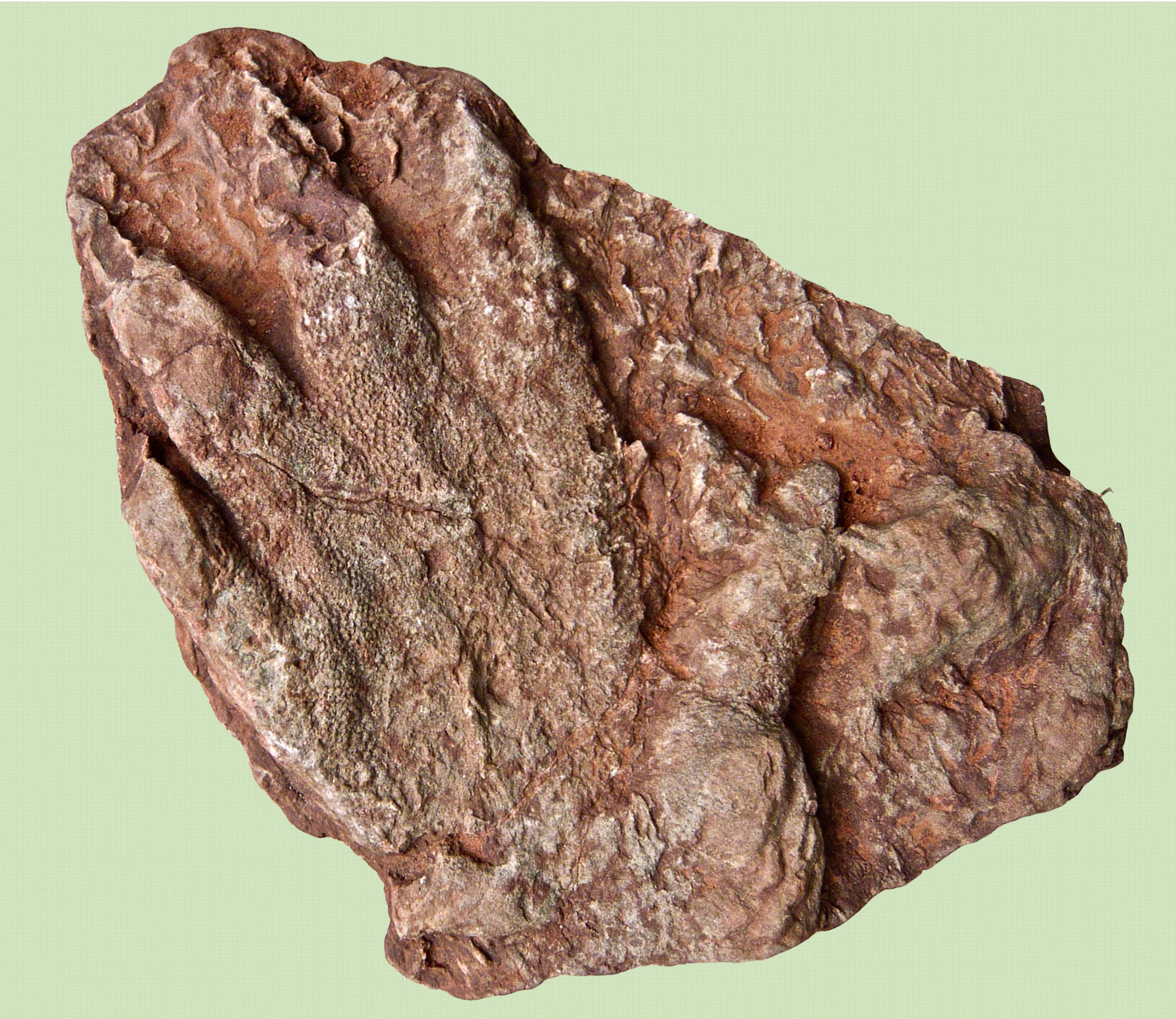
Icnita de Puigventós

La Icnita de Puigventós és una empremta d'arcosaure trobada fortuïtament per una noia, sòcia del Centre Muntanyenc i de Recerques Olesà el dia 7 d'abril del 2016 a la muntanya de Puigventós entre Olesa de Montserrat i Vacarisses i que es troba exposada a l'Institut Català de Paleontologia Miquel Crusafont a Sabadell.
És una peça de 16x10 cm i conté la petjada de l'extremitat posterior d'un arcosaure de la icnoespècie Isochirotherium, rèptils antecessors dels dinosaures i dels cocodrils. L'aspecte d'aquests arcosaures era similar a la dels cocodrils actuals, també caminaven a quatre potes, però aquestes eren relativament més llargues i en una posició més vertical que les dels cocodrils. Els arcosaures van dominar els ecosistemes terrestres posteriors a l'extinció de finals del Permià (la més gran de la història de la Terra), just abans de l'aparició dels dinosaures. La icnita d'Olesa de Montserrat correspon al Triàsic mitjà i és la millor preservada de totes les petjades fossilitzades trobades fins ara a la península Ibèrica.
El dia 10 de setembre del 2020, Chabier de Jaime va ser guardonat amb el 36è Premi Recerca Vila d'Olesa de Montserrat pel seu estudi sobre la peça paleontològica amb el títol: "New exceptional well-preserved footprints from the Muschelkalk detrital unit from the Catalan Basin".